# 和歌山市立雑賀小学校
和歌山市立雑賀小学校（わかやましりつ さいかしょうがっこう）は、和歌山県和歌山市にある市立小学校。

## 概要
- 所在地：和歌山県和歌山市西浜1丁目4-48
- 学級数：本校26学級（内特殊3）
- 児童数：児童数713名（2016年5月1日現在）

## 沿革
- 1893年（明治26年）12月5日 - 西浜、関戸両尋常小学校を合併し、雑賀第一尋常小学校として創立。
- 1899年（明治32年）8月1日 - 高等小学校を併置、雑賀第一尋常高等小学校と改称する。
- 1902年（明治35年）4月12日 - 雑賀第二、第三の両尋常小学校を本校に合併、雑賀尋常高等小学校と改称する。
- 1927年（昭和2年）4月1日 - 和歌山市雑賀尋常高等小学校と改称する（海部郡雑賀村の和歌山市編入による）。
- 1947年（昭和22年）4月1日 - 和歌山市立雑賀小学校と改称する。
- 1962年（昭和37年）4月4日 - 愛徳整肢園内に愛徳学級が発足する[1]。
- 1973年（昭和48年）4月1日 - 愛徳分校開設。
- 2006年（平成18年）4月 - 愛徳分校が和歌山県立紀北養護学校（現 和歌山県立紀北支援学校）へ移管[1]

## 主な進学先
- 和歌山市立西浜中学校

など

## 周辺
- 矢宮神社
- 秋葉山
- 養翠園
- 和歌山下津港

## 通学区域が隣接している学校
- 和歌山市立雑賀崎小学校
- 和歌山市立和歌浦小学校
- 和歌山市立高松小学校
- 和歌山市立今福小学校
- 和歌山市立砂山小学校